# تاکاهیرو موکایی
تاکاهیرو موکایی (انگلیسی: Takahiro Mukai؛ زادهٔ ۵ نوامبر ۱۹۵۷) کشتی‌گیر اهل ژاپن بود.